# 和田吉弥
和田 吉弥（わだ よしひろ、1905年（明治38年）1月4日 - 1992年（平成4年）10月22日）は日本の実業家。元山梨日日新聞社長。

## 略歴
1905年（明治38年）1月4日に山梨県甲府市に生まれる。1926年（大正15年）に法政大学専門部商科を卒業する。
1970年（昭和45年）、藍綬褒章を受章する。1976年（昭和51年）、勲三等瑞宝章を受章する。
1992年（平成4年）10月22日に死去、87歳。